# Forcipomyia taurus
Forcipomyia taurus är en tvåvingeart som beskrevs av Debenham 1987. Forcipomyia taurus ingår i släktet Forcipomyia och familjen svidknott. Inga underarter finns listade i Catalogue of Life.